# ¡Adios Amigos!
| Críticas profissionais | Críticas profissionais |
| Avaliações da crítica  | Avaliações da crítica  |
| Fonte                  | Avaliação              |
| ---------------------- | ---------------------- |
| AllMusic               | [ 1 ]                  |

¡Adios Amigos! é o décimo quarto e último álbum de estúdio banda de punk rock Ramones. O grupo já havia planejado o fim da banda, mas antes quis dar um último presente aos fãs: o álbum e uma turnê.

## Faixas
| N.º            | Título                           | Compositor(es)              | Duração |  |
| 1.             | "I Don't Want to Grow Up"        | Tom Waits, Kathleen Brennan | 2:46    |  |
| 2.             | "Makin' Monsters for My Friends" | Dee Dee Ramone, Daniel Rey  | 2:35    |  |
| 3.             | "It's Not for Me to Know"        | Dee Dee, Rey                | 2:51    |  |
| 4.             | "The Crusher"                    | Dee Dee, Rey                | 2:27    |  |
| 5.             | "Life's a Gas"                   | Joey Ramone                 | 3:34    |  |
| 6.             | "Take the Pain Away"             | Dee Dee, Rey                | 2:42    |  |
| 7.             | "I Love You"                     | Johnny Thunders, Dee Dee    | 2:21    |  |
| 8.             | "Cretin Family"                  | Dee Dee, Rey                | 2:09    |  |
| 9.             | "Have a Nice Day"                | Marky Ramone, Skinny Bones  | 1:39    |  |
| 10.            | "Scattergun"                     | CJ Ramone                   | 2:30    |  |
| 11.            | "Got a Lot to Say"               | CJ                          | 1:41    |  |
| 12.            | "She Talks to Rainbows"          | Joey                        | 3:14    |  |
| 13.            | "Born to Die in Berlin"          | Dee Dee, John Carco         | 3:32    |  |
| Duração total: | Duração total:                   | Duração total:              | 34:01   |  |

### Faixas bônus
- R.A.M.O.N.E.S. (no Japão)
- Spider-Man (Nos Estados Unidos)

## Créditos
- Joey Ramone - vocal líder
- Johnny Ramone - guitarra
- C.J. Ramone - Baixo, vocal de apoio
- Marky Ramone - bateria

C.J. Ramone canta a faixa "Makin Monsters for my friends", "The Crusher", "Cretin family" e "Scattergun"
Dee Dee Ramone canta, em alemão, o último refrão de "Born to die in Berlin", ele gravou por telefone

## Posição nas paradas musicais

### Álbum
| Parada (1995)                       | Melhor posição |
| ----------------------------------- | -------------- |
| Japão (Oricon)                      | 61             |
| Escócia (Official Scottish Albums)  | 81             |
| Suécia (Sverigetopplistan)          | 16             |
| Reino Unido (Official Albums Chart) | 62             |
| Estados Unidos (Billboard 200)      | 147            |

### Singles
| Single                    | Parada (1995)                              | Posição |
| ------------------------- | ------------------------------------------ | ------- |
| "I Don't Want to Grow Up" | Estados Unidos (Billboard Mainstream Rock) | 30      |
| "I Don't Want to Grow Up" | Canadá (RPM Rock/Alternative)              | 18      |